# Theodrata av Troyes
Theodrata av Troyes, född 868, död 903, var en drottning av Frankrike; gift med Odo, hertig av Paris.
Hon var dotter till greven av Laon, Alerano II (d. efter 885 och i sin tur son till Alerano I, greve av Troyes). 
Hon gifte sig 881 med Otto av Paris. Hennes make blev greve av Paris 882, och kung 888. 
Theodrata lämnades ofta kvar ensam i Paris med ansvaret för sönerna då maken var ute och stred mot vikingarna, och vid ett av dessa tillfällen var hon i Paris under dess belägring av vikingarna. Paret fick två, möjligen tre söner, men ingen av dem erkändes som tronföljare. 
Efter Odos död 898 förvisades Theodrata från Paris. Hon gifte senare om sig med en greve Otto (eller Hattone), en lotharingisk adelsman.      